# ダバンテ・アダムス
ダバンテ・アダムス（Davante Adams 1992年12月24日- ）はアメリカ合衆国カリフォルニア州レッドウッドシティ出身のアメリカンフットボール選手。ポジションはワイドレシーバー。ロサンゼルス・ラムスでプレーする。

## 経歴

### プロ入りまで
パロアルト高校時代はワイドレシーバーとコーナーバックとしてプレーした。またバスケットボール選手としてもプレーした。
フレズノ州立大学、カリフォルニア大学、ハワイ大学、サンディエゴ州立大学からのリクルーティングをされた彼はフレズノ州立大学に進学した。
2011年はレッドシャツとして過ごした。2012年に102レシーブで1,312ヤードを獲得、14タッチダウンをあげた。この記録はマウンテン・ウエスト・カンファレンスのその年のトップの成績であった。南メソジスト大学とのハワイボウルでは13回のレシーブで144ヤードを獲得、1タッチダウンをあげた。
2013年は全米トップの131レシーブで1,719ヤードを獲得、24タッチダウンをあげた。この年彼はAP通信のオールアメリカンセカンドチームに選ばれた。同年12月27日、2014年のNFLドラフトにアーリーエントリーすることを発表した。

#### 大学での通算成績
| Fresno State Bulldogs  | Fresno State Bulldogs | Fresno State Bulldogs | Fresno State Bulldogs | Fresno State Bulldogs | Fresno State Bulldogs | Fresno State Bulldogs | Fresno State Bulldogs |
| 年度                   | 試合                  | 試合                  | レシーブ              | レシーブ              | レシーブ              | レシーブ              | レシーブ              |
| 年度                   | 出場                  | 先発                  | 回数                  | 獲得ヤード            | 平均獲得ヤード        | 最長獲得ヤード        | TD                    |
| ---------------------- | --------------------- | --------------------- | --------------------- | --------------------- | --------------------- | --------------------- | --------------------- |
| 2012                   | 13                    | 13                    | 102                   | 1,312                 | 12.9                  | 89                    | 14                    |
| 2013                   | 13                    | 13                    | 131                   | 1,718                 | 13.1                  | 75                    | 24                    |
| 通算                   | 26                    | 26                    | 233                   | 3,030                 | 13.0                  | 89                    | 38                    |
| Source: GoBulldogs.com |                       |                       |                       |                       |                       |                       |                       |

### グリーンベイ・パッカーズ
| 身長                              | 体重           | 腕 の 長 さ | 手 の 大 き さ | 40Yrd ダ ッ シ ュ | 10Yrd ス プ リ ッ ト | 20Yrd ス プ リ ッ ト | 20Yrd シ ャ ト ル | 3 コ 丨 ン ド リ ル | 垂 直 跳 び | 立 ち 幅 跳 び      | ベ ン チ プ レ ス |
| --------------------------------- | -------------- | ----------- | -------------- | ----------------- | -------------------- | -------------------- | ----------------- | ------------------- | ----------- | ------------------- | ----------------- |
| 6 ft 0+7⁄8 in (185 cm)            | 212 lb (96 kg) | 325⁄8       | 9 in (23 cm)   | 4.56 s            | 1.64 s               | 2.68 s               | 4.30 s            | 6.82 s              | 391⁄2       | 10 ft 3 in (3.12 m) | 14 回             |
| All values are from NFLコンバイン |                |             |                |                   |                      |                      |                   |                     |             |                     |                   |

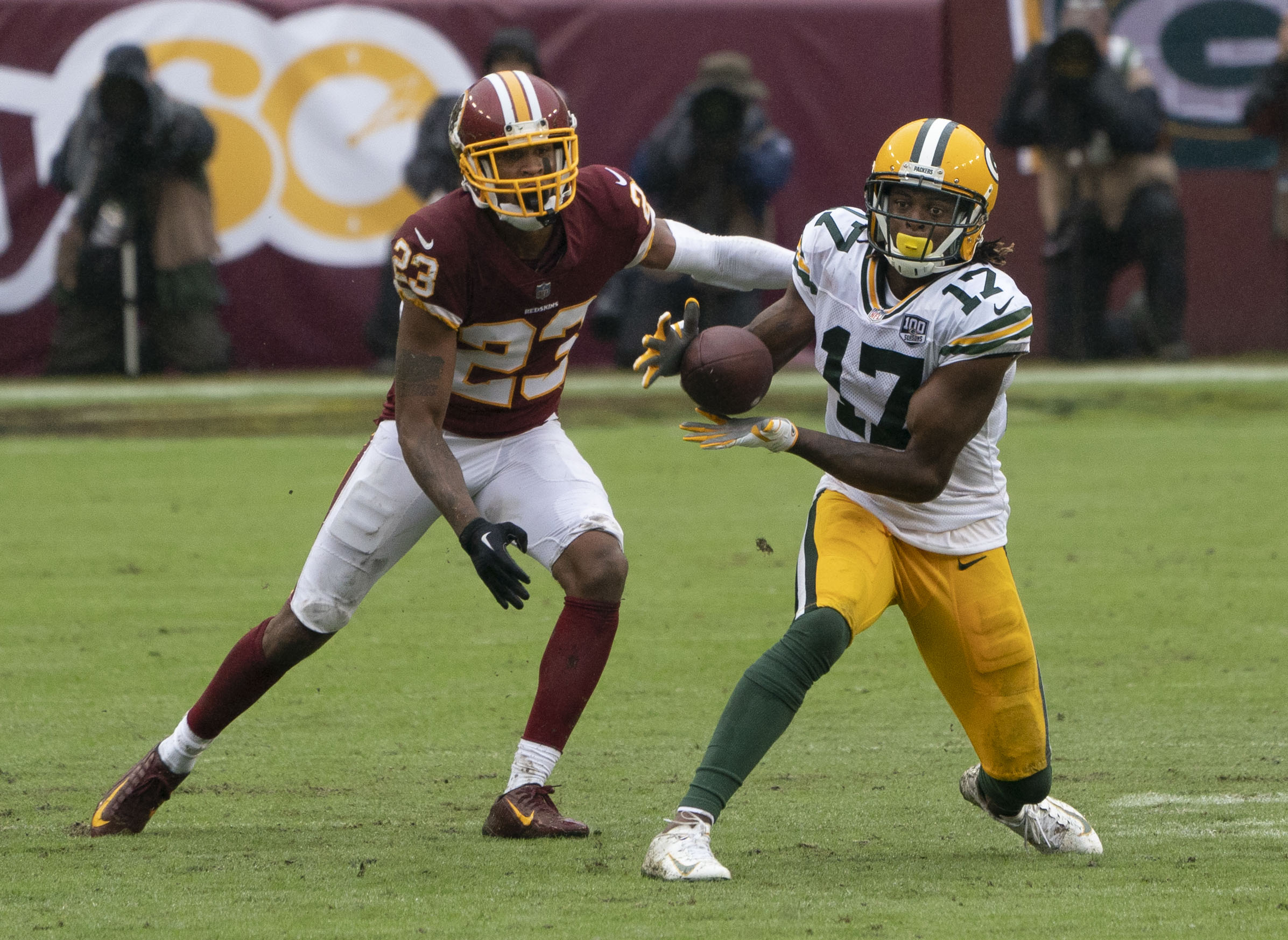
2018年のワシントン・レッドスキンズ戦でのアダムス

2014年のNFLドラフト2巡全体53位でグリーンベイ・パッカーズに指名された。その年のドラフトでワイドレシーバーとしては9人目の指名であった。同年6月12日、パッカーズと契約を結んだ。
1年目の2014年は、第4WRとしてデビューした。その後第3WRに昇格、10月2日のミネソタ・バイキングス戦でプロ初タッチダウンをあげた。11月30日のニューイングランド・ペイトリオッツ戦で6回のレシーブで121ヤードを獲得、これが100ヤード以上獲得した初の試合となった。この年、ジョーディ・ネルソン、ランドール・コブに次ぐ446ヤードを獲得、3タッチダウンをあげた。2015年1月11日のダラス・カウボーイズとのプレーオフでは46ヤードのタッチダウンレシーブを含む117ヤードを獲得、この数字はプレーオフでの新人WRの新記録となった。シアトル・シーホークスとのNFCチャンピオンシップゲームでは1回のレシーブで7ヤードの獲得にとどまった。
2015年は、足首の負傷により第2週より3試合欠場した。またひざの負傷でプレーオフを欠場した。この年チーム4位の50回のレシーブで483ヤードを獲得、1タッチダウンをあげた。
2016年は、最初の6試合で5タッチダウンをあげた。この年彼は75回のレシーブでチーム2位の997ヤードを獲得、12タッチダウンをあげた。ニューヨーク・ジャイアンツとのワイルドカードプレーオフではチームのプレーオフ記録となる127ヤードを獲得、勝利に貢献した。アトランタ・ファルコンズとのNFCチャンピオンシップゲームでもタッチダウンをあげたが、チームは敗れた。
2017年、シーズン開幕前にジョーディ・ネルソンが退団した。第4週のシカゴ・ベアーズ戦でダニー・トレバサンによるヘルメット同士がぶつかるタックルで重傷を負い、救急車で病院に運ばれた。第5週のダラス・カウボーイズ戦では7回のレシーブで66ヤードを獲得、残り11秒の決勝タッチダウンを含む2タッチダウンをあげた。第6週のミネソタ・バイキングス戦でエースQBのアーロン・ロジャースが鎖骨を骨折し退場、経験不足のブレット・ハンドリーが先発QBに昇格した。続く3試合は平均5回のレシーブで40ヤードの獲得にとどまったが、第10週のシカゴ・ベアーズ戦では5回のレシーブで90ヤード、第11週のボルチモア・レイブンズ戦では8回のレシーブで126ヤードをあげて勝利に貢献した。第14週終了時点ではリーグ2位の9タッチダウンレシーブをあげていた。第15週のカロライナ・パンサーズ戦でトーマス・デービスのヘルメット同士が接触するヒットを受けて脳震盪となった。レギュラーシーズン最後の2試合を欠場、この年14試合の出場でチームトップの74回のレシーブで885ヤードを獲得、10タッチダウンをあげた。NFL Top 100 Players of 2018の45位に評価された。2017年12月29日に4年5800万ドルの契約延長を果たした。
2018年、アーロン・ロジャースが怪我から復帰、アダムスも開幕から3試合連続でタッチダウンをあげた。第5週のデトロイト・ライオンズ戦では9回のレシーブで140ヤードを獲得、1タッチダウンをあげた。第6週のサンフランシスコ・フォーティナイナーズとのマンデーナイトフットボールでは10回のレシーブで132ヤードを獲得、2タッチダウンをあげた。第7週のロサンゼルス・ラムズ戦でも133ヤードを獲得、3試合連続で100ヤード以上を獲得した。第11週のシアトル・シーホークス戦では10回のレシーブで自己ベストの166ヤードを獲得した。この年111回のレシーブで1386ヤードを獲得した。

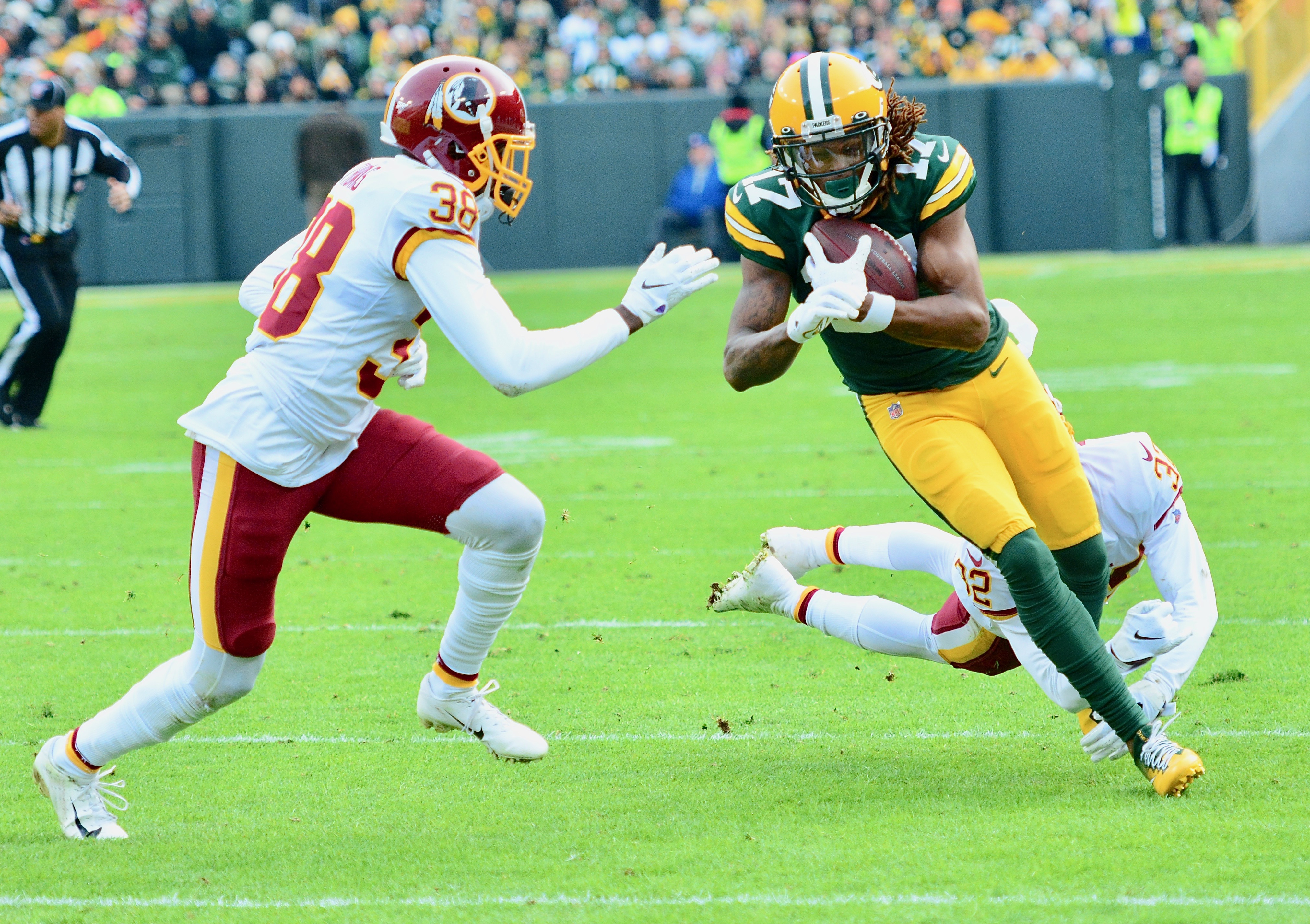
2019年のワシントン・レッドスキンズ戦でのアダムス

2019年、第4週のフィラデルフィア・イーグルス戦で自己ベストの180ヤードを獲得したが負傷、その後4試合を欠場した。第9週のロサンゼルス・チャージャーズ戦で復帰した。第12週のサンフランシスコ・フォーティナイナーズ戦でシーズン最初のタッチダウンをあげた。シアトル・シーホークスとのディビジョナルプレーオフでチームのプレーオフ記録を更新する160ヤードを獲得、2タッチダウンをあげ勝利に貢献した。サンフランシスコ・フォーティナイナーズとのNFCチャンピオンシップゲームでも9回のレシーブで138ヤードを獲得したが、20-37でチームは敗れた。
2020年、ミネソタ・バイキングスとの開幕戦で14回のレシーブ（ドン・ハトソンに並ぶチームタイ記録）で156ヤードを獲得、2タッチダウンをあげた。第7週のヒューストン・テキサンズ戦で13回のレシーブで196ヤードを獲得、2タッチダウンをあげた。第9週のサンフランシスコ・フォーティナイナーズとのサーズデイナイトフットボールでは15回のレシーブで173ヤードを獲得、1タッチダウンをあげた。第12週のシカゴ・ベアーズ戦で通算500レシーブを記録、パッカーズの選手としては5人目の記録であった。第13週のフィラデルフィア・イーグルス戦ではアーロン・ロジャースの400本目のタッチダウンパスを捕球した。第16週のテネシー・タイタンズ戦でアーロン・ロジャースからのパスレシーブが492回目となり、チーム記録を更新した。この年115回のレシーブで1374ヤードを獲得、18タッチダウンをあげた。18タッチダウンレシーブはこの年のリーグトップの成績で2007年のランディ・モス以来の記録であった。18タッチダウンは1994年にスターリング・シャープが作ったチーム記録タイであり、115回のレシーブはシャープが1993年に作った記録を上回るチーム新記録であった。2021年1月8日、オールプロファーストチームに選ばれた。
2021年、アダムスは契約最終年を迎えたが契約延長交渉がまとまらないまま開幕を迎えた。シーズンでは第5週のシンシナティ・ベンガルズ戦で11回のレシーブでキャリアハイとなる206ヤードをマークした。このシーズンはキャリアハイのキャッチ123回、パッカーズのフランチャイズレコードとなる1,553レシービングヤード、タッチダウン11回をマークし、プロボウル選出と2年連続オールプロに選ばれた。チームも地区優勝を果たし第1シードを獲得したが、プレーオフ初戦の49ers戦でアダムスはキャッチ9回、90ヤードに抑えられ10-13で敗退した。

### ラスベガス・レイダース
2022年3月8日、パッカーズはフランチャイズタグをアダムスに付けた。3月14日、アダムスはパッカーズに2022年シーズンのためのフランチャイズタグの下ではプレーしないと伝え、これを拒否した。
同年3月17日、アダムスは2022年ドラフト1巡目および2巡目指名権との交換でラスベガス・レイダースにトレードされた。トレードとともに、アダムスは5年1億4125万ドルで契約にサインし、NFL史上最高年俸のワイドレシーバーとなった。このトレードによりアダムスと2012ー2013年にカリフォルニア州立大学フレズノ校で一緒にプレーしていたQBデレック・カーと再びチームメイトとなった。カー自身もアダムスのレイダース入団を予てから熱望していた。またアダムスもカリフォルニア出身であり、かつてオークランドに本拠地を置いていたレイダースのファンであった。

### ニューヨーク・ジェッツ
2024年シーズン開始直後、成績に基づく条件付きトレードでニューヨーク・ジェッツにトレードされ、アーロン・ロジャースと再び組むことになった。だがこのコンビでもチーム成績は上がらず、シーズン後にリリースされた。

### ロサンゼルス・ラムズ
2025年3月、ロサンゼルス・ラムズと契約した。

## 詳細情報

### 年度別成績
| 記録 | 記録           |
| ---- | -------------- |
|      | リーグ最高記録 |
| 太字 | 自身最高記録   |

#### レギュラーシーズン
| 年度            | チーム    | 背番号    | 試合 | 試合 | レシーブ | レシーブ    | レシーブ         | レシーブ    | レシーブ | ファンブル    | ファンブル |
| 年度            | チーム    | 背番号    | 出場 | 先発 | 回数     | 獲得 ヤード | 平均 獲得 ヤード | 最長 ヤード | TD       | ファン ブル数 | ロスト     |
| --------------- | --------- | --------- | ---- | ---- | -------- | ----------- | ---------------- | ----------- | -------- | ------------- | ---------- |
| 2014            | GB        | 17        | 16   | 11   | 38       | 446         | 11.7             | 45          | 3        | 0             | 0          |
| 2015            | GB        | 17        | 13   | 12   | 50       | 483         | 9.7              | 40          | 1        | 0             | 0          |
| 2016            | GB        | 17        | 16   | 15   | 75       | 997         | 13.3             | 66T         | 12       | 2             | 1          |
| 2017            | GB        | 17        | 14   | 14   | 74       | 885         | 12.0             | 55T         | 10       | 0             | 0          |
| 2018            | GB        | 17        | 15   | 15   | 111      | 1,386       | 12.5             | 57          | 13       | 0             | 0          |
| 2019            | GB        | 17        | 12   | 12   | 83       | 997         | 12.0             | 58          | 5        | 2             | 1          |
| 2020            | GB        | 17        | 14   | 14   | 115      | 1,374       | 11.9             | 56T         | 18       | 1             | 1          |
| 2021            | GB        | 17        | 16   | 16   | 123      | 1,553       | 11.9             | 59          | 11       | 0             | 0          |
| 2022            | LV        | 17        | 17   | 17   | 100      | 1,516       | 15.2             | 60T         | 14       | 1             | 0          |
| 2023            | LV        | 17        | 17   | 17   | 103      | 1,144       | 11.1             | 46T         | 8        | 0             | 0          |
| NFL：10年       | NFL：10年 | NFL：10年 | 150  | 143  | 872      | 10,781      | 12.4             | 66T         | 95       | 6             | 3          |
| Source: NFL.com |           |           |      |      |          |             |                  |             |          |               |            |

#### ポストシーズン
| 年度                               | チーム | 試合 | 試合 | レシーブ | レシーブ    | レシーブ         | レシーブ    | レシーブ | ファンブル    | ファンブル |
| 年度                               | チーム | 出場 | 先発 | 回数     | 獲得 ヤード | 平均 獲得 ヤード | 最長 ヤード | TD       | ファン ブル数 | ロスト     |
| ---------------------------------- | ------ | ---- | ---- | -------- | ----------- | ---------------- | ----------- | -------- | ------------- | ---------- |
| 2014                               | GB     | 2    | 2    | 8        | 124         | 15.5             | 46          | 1        | 0             | 0          |
| 2015                               | GB     | 1    | 0    | 4        | 48          | 12.0             | 20          | 1        | 0             | 0          |
| 2016                               | GB     | 3    | 3    | 16       | 217         | 13.6             | 32          | 2        | 0             | 0          |
| 2019                               | GB     | 2    | 2    | 17       | 298         | 17.5             | 65          | 2        | 0             | 0          |
| 2020                               | GB     | 2    | 2    | 18       | 133         | 7.4              | 21          | 2        | 0             | 0          |
| 2021                               | GB     | 1    | 1    | 9        | 90          | 10.0             | 25          | 0        | 0             | 0          |
| 通算                               | 通算   | 11   | 10   | 72       | 910         | 12.6             | 65          | 8        | 0             | 0          |
| Source: pro-football-reference.com |        |      |      |          |             |                  |             |          |               |            |